# Lệ Gia Kỳ
Lệ Gia Kỳ (Giản thể: 厉嘉琪, Phồn thể: 厲嘉琪; sinh ngày 28 tháng 8 năm 1997), tên tiếng Anh là Nicky Li, là một nữ diễn viên và người mẫu Trung Quốc. Cô được biết đến nhờ vai diễn chính trong phim Chờ chút, thanh xuân ơi (2019), Bạn gái 99 điểm (2020) và vai phụ trong phim Vườn sao băng (bản Trung) (2018).

## Tiểu sử
Lệ Gia Kỳ sinh tại Chiết Giang, Hàng Châu, Trung Quốc. Cô tốt nghiệp Học viện Nghệ thuật Thị giác Thượng Hải vào tháng 6 năm 2019. Theo công ty quản lí của cô là Phi Bảo thì tên tiếng Anh của cô là Nicky. Tuy nhiên cái tên này hiếm khi được sử dụng, người hâm mộ chỉ dùng cái tên này để phân biệt cô với các nghệ sĩ khác trùng tên.

## Sự nghiệp

### 2017 – nay: Bắt đầu sự nghiệp
Lệ Gia Kỳ là nữ diễn viên tân binh mới chỉ bắt đầu sự nghiệp diễn xuất trong làng phim truyền hình và điện ảnh Trung Quốc. Cô làm người mẫu kiêm diễn viên tự do từ năm 2016. Vào giữa năm 2017, cô đóng vai phụ trong Không Thể Ôm Lấy Em với tư cách là một diễn viên tự do. Ngày 9 tháng 11 năm 2017, Gia Kỳ ký hợp đồng với công ty quản lý hiện tại của mình là Công ty TNHH Truyền thông văn hóa Thượng Hải Phi Bảo (Phi Bảo Truyền thông), và chính thức bắt đầu sự nghiệp của mình với tư cách là một diễn viên. Phim truyền hình đầu tay của cô là Vườn sao băng phiên bản 2018 vai Tiểu Ưu, bạn thân của nữ chính.
Gia Kỳ đã có một chặng đường đầy khó khăn sau khi chính thức ra mắt làng diễn xuất bằng phim Vườn sao băng. Cô đã ngay lập tức được nhận vai chính trong bộ phim tình cảm Chờ chút, thanh xuân ơi. Bộ phim được phát hành trên Netflix ngày 27 tháng 10 năm 2019. Tuy nhiên trong một bài phát biểu của mình, cô cho biết mình thực ra đã thất bại trong rất nhiều buổi thử vai suốt một năm sau đó. Cô cho biết đó là khoảng thời gian khó khăn đối với cô và nếu cô không kiên trì và gắn bó với sự nghiệp mình đã chọn, cô có thể đã bỏ ngang như bao bạn bè đồng trang lứa trong ngành.
Sau một năm tạm nghỉ diễn xuất, cuối cùng cô cũng có cho mình một vài vai diễn và quay liên tiếp ba dự án từ tháng 7 năm 2019 đến tháng 3 năm 2020. Cuối tháng 7 cho tới tháng 10 năm 2019, cô tham gia quay bộ phim tình cảm hài lãng mạn Bạn gái 99 điểm trong vai chính là một cô gái bị rối loạn đa nhân cách. Bộ phim này được phát hành vào tháng 6 năm 2020 và được đón nhận khá tích cực với hơn 10.000 lượt đánh giá trên Douban, cũng như nhận được những bình luận tích cực từ một nhà phê bình phim. Biên kịch của bộ phim, Nam Trấn, cũng giành được một giải thưởng trong năm 2020.
Giữa tháng 11 năm 2019, cô bắt đầu quay bộ phim có tên là Tiểu nữ nghê thường, một bộ phim truyền hình được đầu tư kinh phí lớn gồm 45 tập, được coi như là phần 2 của Tiểu Nữ Hoa Bất Khí, một bộ phim truyền hình do Lâm Y Thần đóng vai chính. Bộ phim này được lên kế hoạch phát hành vào cuối năm 2020 và có thể được phát sóng trên truyền hình.

## Đời tư
Gia Kỳ có một tình bạn khăng khít với Hồ Ý Hoàn (胡意旋), một nữ diễn viên mới, từ khi họ gặp nhau trên phim trường Không Thể Ôm Lấy Em vào giữa năm 2017. Cô đã đề cập trong một chương trình tạp kỹ rằng thời gian đó họ đã bên nhau mỗi ngày trong khoảng hai tháng, sau đó họ tiếp tục giữ liên lạc và trở thành bạn thân. Gia Kỳ và Hồ Ý Hoàn đã phát hành vlog đi du lịch Nhật Bản và Macau cùng nhau. Hai người thường xuyên đăng ảnh đi chơi cùng nhau cho đến tận bây giờ.

## Danh sách phim

### Phim điện ảnh
| Năm  | Tên tiếng Việt                    | Tên tiếng Trung      | Vai diễn       | Ghi chú   |
| ---- | --------------------------------- | -------------------- | -------------- | --------- |
| 2021 | Bí mật trong phép chiếu thời gian | 时光 投影 里 的 秘密 | Trần Gia Thiến | Vai chính |

### Phim truyền hình
| Năm  | Tiêu đề tiếng Việt               | Tiêu đề tiếng Trung     | Vai diễn        | Mạng     | Ghi chú   |
| ---- | -------------------------------- | ----------------------- | --------------- | -------- | --------- |
| 2017 | Không thể ôm lấy em              | 无法 拥抱 的 你 第二 季 | Trình Mỹ Ưu     | Sohu TV  | Vai phụ   |
| 2018 | Vườn sao băng                    | 流星花园                | Trương Tiểu Ưu  | Hunan TV | Vai phụ   |
| 2019 | Chờ chút, thanh xuân ơi          | 等等 啊 我 的 青春      | Tô Xán Xán      | Youku    | Vai chính |
| 2020 | Bạn gái 99 điểm                  | 99 分 女朋友            | Mạnh Hồi        | Youku    | Vai chính |
| 2021 | Tiểu nữ nghê thường              | 小女 霓裳               | Tạ Tiểu Nghê    | Youku    | Vai chính |
| 2021 | Cháy lên nào, những kẻ thất bại! | 燃烧吧废柴              | Phương Thiên Tư | Youku    | Vai chính |
| 2022 | Khu rừng nhỏ của hai người       | 两个人的小森林          | Lý Điềm Điềm    | Youku    | Vai phụ   |

## Giải thưởng và đề cử
| Năm  | Giải thưởng                                                                  | Thể loại                       | Công việc được đề cử | Kết quả   | Tham khảo |
| ---- | ---------------------------------------------------------------------------- | ------------------------------ | -------------------- | --------- | --------- |
| 2020 | Lễ trao giải thường niên của Ngôi sao Rayli và Đêm thẩm mỹ phương Đông Croxx | Nghệ sĩ tiềm năng nhất của năm | —                    | Đoạt giải | [ 10 ]    |